# 双子山信号場

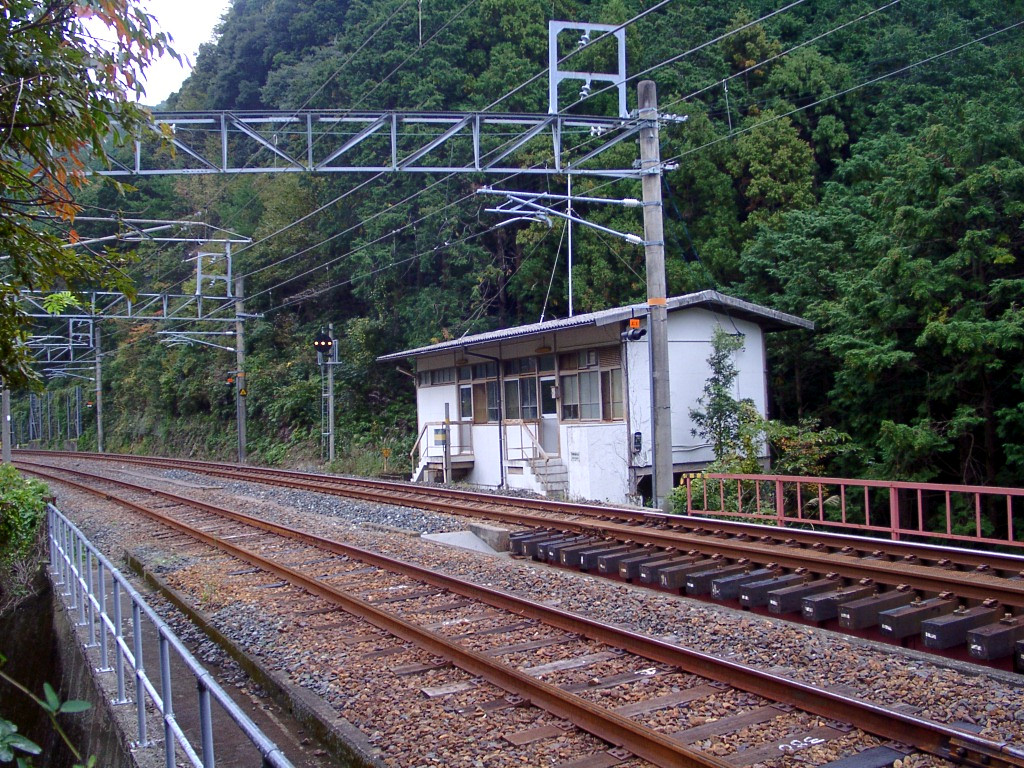
施設遠景（敷地外から）

双子山信号場（ふたごやましんごうじょう）は、和歌山県西牟婁郡すさみ町和深川にある、西日本旅客鉄道（JR西日本）紀勢本線の信号場である。見老津駅と周参見駅の間が単線で約10kmもあるため、開設された。きのくに線の区間内では唯一の単線交換信号場である。和歌山駅 - 紀伊田辺駅間複線化以前には南広信号場（現、広川ビーチ駅付近）があった。

## 構造
列車交換用に設けられた信号場である。海側の線路（1番線）を本線とした一線スルー式となっており、副本線である内陸側の線路（2番線）をともども双方向に出発信号機を備えている。そのため、行違いのない限りは上下方向に関係なく1番線を通行し、2番線は行違い待ちを行う列車のみが運転停車する。1番線周参見方、2番線見老津方に、それぞれ安全側線が設けられており、通常は無人の信号所で和歌山指令所にて遠隔操作・監視をしているが、毎年1回串本駅・白浜駅合同で異常時取扱い訓練を行っている。旅客を乗り降りを行う予定はない。

## 歴史
- 1965年（昭和40年）2月27日：国鉄の信号場として開設[1]。
- 1987年（昭和62年）4月1日：国鉄分割民営化により、JR西日本が継承[1]。
- 2021年（令和3年）3月13日：この日のダイヤ改正で定期列車の行き違いがなくなり、2番線は使用停止状態となった（信号設備は機能中）。それまでは昼過ぎに普通列車と「くろしお」の行き違い設定があった。

## 周辺
双子山の山裾にあり、山の谷間を縫って設置されており、移動手段は国道42号を走る路線バス以外交通機関はない。

## 隣の施設
西日本旅客鉄道（JR西日本）
 紀勢本線
見老津駅 - （双子山信号場） - 周参見駅